# Barbarijse valk
De Barbarijse valk (Falco peregrinus pelegrinoides) is een roofvogel uit de familie der valken (Falconidae).

## Kenmerken
De Barbarijse valk lijkt sterk op de slechtvalk en wordt weer als ondersoort beschouwd. De vogel is echter gemiddeld kleiner: het mannetje 33 tot 37 cm lang, het vrouwtje 36 tot 39 cm. De spanwijdte varieert tussen de 76 en 98 cm. Ondanks dit verschil in formaat is de valk lastig van de slechtvalk te onderscheiden. De vogel is echter lichter van onder en minder zwaar gestreept, de baardstreep is smaller en de nek is niet donker, maar roestrood.

## Verspreiding en leefgebied
Er werden 2 ondersoorten onderscheiden, die nu weer als ondersoorten van de slechtvalk worden opgevat:
- F. peregrinus babylonicus (O-Iran tot Mongolië en in Pakistan)
- F. peregrinus pelegrinoides (Canarische eilanden, Noord-Afrika, Arabisch schiereiland en ZW-Iran)

Het broedgebied bestaat uit halfwoestijnen en berggebieden, met veel rotsen en steile kliffen tot in het hooggebergte. In dit opzicht is deze valk vergelijkbaar met de slechtvalk.

## Status
De Barbarijse valk heeft geen aparte vermelding meer op de Rode Lijst van de IUCN.